# 2022. augusztus 27-i konzisztórium
A 2022. augusztus 27-i konzisztóriumot Ferenc pápa hívta össze május 29-én. Összesen 20 új bíborost kreált, közülük 16 pápaválasztó (80 év alatti).
A konzisztóriumon a pápa eredeti szándéka szerint 21 személyt kívánt bíborossá kreálni, de egyikük, a 80 éves Lucas Van Looy, S.D.B nem kívánt élni a lehetőséggel, amit a pápa el is fogadott. A konzisztóriumon továbbá döntöttek két boldog, Giovanni Battista Scalabrini piacenzai püspök, a Szent Károly misszionáriusai Kongregáció alapítója és Artemide Zatti örökfogadalmas szalézi testvér szentté avatásáról is.
| Nº                         | Ország                 | Név                                             | Életkor                | Hivatal                                                                            |
| Pápaválasztó bíborosok     | Pápaválasztó bíborosok | Pápaválasztó bíborosok                          | Pápaválasztó bíborosok | Pápaválasztó bíborosok                                                             |
| -------------------------- | ---------------------- | ----------------------------------------------- | ---------------------- | ---------------------------------------------------------------------------------- |
| 1                          | Egyesült Királyság     | Arthur Roche                                    | 72                     | az Istentiszteleti és Szentségi Fegyelmi Dikasztérium prefektusa                   |
| 2                          | Dél-Korea              | Ju Hungsik                                      | 70                     | a Klérus Dikasztérium prefektusa                                                   |
| 3                          | Spanyolország          | Fernando Vérgez Alzaga L.C.                     | 77                     | a Vatikánvárosi Állam Pápai Bizottsága és Vatikánvárosi Állam Kormányzósága elnöke |
| 4                          | Franciaország          | Jean-Marc Aveline                               | 63                     | Marseille érseke                                                                   |
| 5                          | Nigéria                | Peter Ebere Okpaleke                            | 59                     | Ekwulobia püspöke                                                                  |
| 6                          | Brazília               | Leonardo Ulrich Steiner O.F.M.                  | 71                     | Manaus érseke                                                                      |
| 7                          | India                  | Filipe Neri António Sebastião do Rosário Ferrão | 69                     | Goa és Damão érseke, ex officio kelet-indiai pátriárka                             |
| 8                          | Egyesült Államok       | Robert Walter McElroy                           | 68                     | San Diego püspöke                                                                  |
| 9                          | Kelet-Timor            | Virgílio do Carmo da Silva S.D.B.               | 71                     | Dili érseke                                                                        |
| 10                         | Olaszország            | Oscar Cantoni                                   | 71                     | Como püspöke                                                                       |
| 11                         | India                  | Anthony Poola                                   | 60                     | Haidarábád érseke                                                                  |
| 12                         | Brazília               | Paulo Cezar Costa                               | 55                     | Brazíliaváros érseke                                                               |
| 13                         | Ghána                  | Richard Kuuia Baawobr M.Afr.                    | 63                     | Wa püspöke                                                                         |
| 14                         | Szingapúr              | William Goh Seng Chye                           | 65                     | Szingapúr érseke                                                                   |
| 15                         | Paraguay               | Adalberto Martínez Flores                       | 71                     | Asunción érseke                                                                    |
| 16                         | Mongólia               | Giorgio Marengo I.M.C.                          | 48                     | Ulánbátor apostoli prefektusa                                                      |
| Nem pápaválasztó bíborosok |                        |                                                 |                        |                                                                                    |
| 17                         | Kolumbia               | Jorge Enrique Jiménez Carvajal C.I.M.           | 80                     | Cartagena nyugalmazott érseke                                                      |
| 18                         | Olaszország            | Arrigo Miglio                                   | 80                     | Cagliari nyugalmazott érseke                                                       |
| 19                         | Olaszország            | Gianfranco Ghirlanda S.J.                       | 80                     | teológiaprofesszor                                                                 |
| 20                         | Olaszország            | Fortunato Frezza                                | 80                     | a Szent Péter-bazilika kanonokja                                                   |